# Erannis lariciaria
Erannis lariciaria là một loài bướm đêm trong họ Geometridae.